# Олів'є Жіру
Олів'є́ Жіру́ (фр. Olivier Giroud; нар. 30 вересня 1986, Шамбері, Франція) — французький футболіст, нападник клубу «Лілль», в минулому гравець національної збірної Франції.
Фіналіст Євро-2016 та чемпіон світу 2018 року у складі збірної Франції. Кращий бомбардир національної команди в історії (54 м'яча).

## Клубна кар'єра

### «Гренобль» і «Тур»
У дорослому футболі дебютував 2005 року виступами за команду друголігового клубу «Гренобль», в якій провів два сезони, взявши участь у 23 матчах чемпіонату і забивши 2 м'ячі. Перед початком сезону 2007–2008 років захищав кольори команди клубу «Істр» з Аматорського чемпіонату на умовах оренди.
За підсумками сезону 2007/08 «Гренобль» завоював право виступати у найвищому дивізіоні. Однак у серпні 2008 року був проданий до «Туру» і, таким чином, продовжив виступати в Лізі 2. Загалом у «Турі» нападник провів два сезони, в останньому з яких став найкращим бомбардиром ліги. У січні 2010 року Жиру поповнив ряди «Монпельє», проте дограв сезон за «Тур» на правах оренди.

### «Монпельє»
Влітку 2010 року приєднався до складу вищолігового клубу «Монпельє». Перший матч у Лізі 1 Олів'є Жиру зіграв 8 серпня 2010 проти «Бордо», який завершився перемогою «Монпельє» з мінімальним рахунком 1:0. 28 серпня 2010 року нападник забив свій перший гол у Лізі 1, принісши перемогу своєму клубу у 4-му турі чемпіонату Франції 2010/11 у виїзному матчі проти «Валансьєна». Загалом у тому сезоні провів за «Монпельє» 37 матчів, в яких забив 12 голів.
У сезоні 2011/12 Олів'є Жиру за 14 матчів оформив два хет-трики та один дубль. Спочатку у 6-му турі Олів'є забив два м'ячі «Бресту», потім три м'ячі «Діжону» у 10-му турі та «Сошо» — у 15-му. Також Жиру приніс перемогу «Монпельє» у виїзному матчі проти чинного чемпіона Франції, «Лілля», забивши єдиний гол матчу на 70-й хвилині. Загалом у чемпіонаті Франції 2011/12 Жиру провів 36 ігор, причому у всіх він виходив у стартовому складі і забив 21 м'яч, ставши найкращим бомбардиром чемпіонату разом із Нене, і разом із «Монпельє» став чемпіоном Франції вперше у своїй історії.

### «Арсенал»
Результативний нападник привертав увагу найсильніших та найбагатших клубів Європи ще по ходу сезону 2011/2012, а по його завершенні, 26 червня 2012 року, перебрався до Англії, ставши гравцем лондонського «Арсенала». Головний тренер якого Арсен Венгер традиційно значною мірою робив ставку на французьких футболістів при комплектуванні своєї команди. Сума трансферу оцінювалася у 9,6 мільйонів фунтів. 
В «Арсеналі» Жіру відразу потрапив в ротацію з іншими основними форвардами команди Тео Волкоттом і Лукасом Подольскі, у сезоні 2012/13 з 17 голами в усіх турнірах став другим після Волкотта бомбардиром команди. Наступного сезону забив 22 голи (16 у чемпіонаті), найбільше за всіх інших гравців «Арсеналу». Протягом наступних років продовжував відзначатися високою результативністю, з 2014 року складав ефективний атакувальний дует з чилійцем Алексісом Санчесом.  28 вересня 2017 року забив свій 100-й гол у формі «канонірів». Усього за шість сезонів у футболці «канонірів» провів за клуб 253 матчі у різних турнірах, в яких забив 105 м'ячів.

### «Челсі»
Наприкінці січня 2018 року приєднався до лав «Челсі», з яким уклав контракт на півтора року. Сума трансферу склала 16 мільйонів фунтів стерлінгів. 16 лютого забив перший м'яч за клуб, вразивши ворота «Халл Сіті» у матчі Кубка Англії. А вже 19 травня 2018 року став володарем Кубка Англії 2017/2018 у складі «Челсі». Успішно виступав упродовж розіграшу Ліги Європи УЄФА у сезоні 2018/2019, де став переможцем турніру та його кращим бомбардиром (11 голів).
2 грудня 2020 року зробив покер у виїзному матчі групового етапу Ліги чемпіонів проти «Севільї» (4:0), ставши першим гравцем в історії «Челсі», якому вдалося досягти такого успіху в рамках цього турніру. 
29 травня 2021 року «Челсі» обіграв «Манчестер Сіті» у фіналі Ліги чемпіонів, завдяки чому Жиру у складі своєї команди став переможцем Ліги чемпіонів 2020/21. М'яч забитий 23 лютого 2021 року у ворота «Атлетико Мадрид» у рамках розіграшу Ліги чемпіонів був визнаний уболівальниками найкращим голом сезону 2020/21.  

### «Мілан»
7 липня 2021 року перейшов у «Мілан». Дебютував за новий клуб 23 серпня 2021 в матчі 1-го туру чемпіонату Італії проти «Сампдорії» (1:0), вийшовши у стартовому складі і провівши на полі весь матч. 29 серпня 2021 року забив свої дебютні м'ячі за нову команду, оформивши дубль у матчі 2-го туру чемпіонату Італії проти «Кальярі»(4:1). В останньому турі сезону 2021/22 проти «Сассуоло» (3:0) оформив дубль у першому таймі, внаслідок чого «Мілан» став чемпіоном Італії вперше за 11 років.

### «Лос-Анджелес»
В травні 2024 року стало відомо, що в липні Жіру приєднається до клубу МЛС «Лос-Анджелес». 13 серпня 2024 року у матчі проти «Сан-Хосе Ертквейкс» нападник дебютував у складі нової команди. В червні 2025 року клуб оголосив про взаємне рішення розірвати контракт із французьким нападником.

### «Лілль»
В липні 2025 року Жіру повернувся до Франції, де підписав річний контракт з клубом вищого дивізіону «Лілль».

## Виступи за збірну
2011 року дебютував в офіційних матчах у складі національної збірної Франції. Наразі провів у формі головної команди країни 3 матчі. Дебютний гол у складі збірної забив 29 лютого 2012 року в товариському матчі проти збірної Німеччини, що завершився перемогою французів з рахунком 2:1.
Був учасником чемпіонатів Європи з футболу 2012, 2016 і 2020 років та чемпіонатів світу з футболу 2014, 2018 та 2022 років.
У матчі-відкритті домашнього для французів чемпіонату Європи 2016 забив м'яч у ворота збірної Румунії. Загалом на турнірі, що завершився для Франції поразкою у фіналі, виходив на поле у шости з семи ігор своєї збірної, також відзначився «дублем» у ворота збірної Ісландії на стадії чвертьфіналів.
Переможець чемпіонату світу 2018 року в Росії разом із збірною Франції.

## Статистика виступів

### Статистика клубних виступів
Станом на 25 травня 2024 року
| Сезон                | Команда              | Чемпіонат            | Чемпіонат | Чемпіонат | Національний кубок | Національний кубок | Національний кубок | Континентальні кубки | Континентальні кубки | Континентальні кубки | Інші змагання | Інші змагання | Інші змагання | Усього | Усього |
| Сезон                | Команда              | Ліга                 | Ігор      | Голів     | Ліга               | Ігор               | Голів              | Ліга                 | Ігор                 | Голів                | Ліга          | Ігор          | Голів         | Ігор   | Голів  |
| -------------------- | -------------------- | -------------------- | --------- | --------- | ------------------ | ------------------ | ------------------ | -------------------- | -------------------- | -------------------- | ------------- | ------------- | ------------- | ------ | ------ |
| 2005–06              | «Гренобль»           | Л2                   | 6         | 0         | КФ+КЛ              | 0+0                | 0                  | -                    | -                    | -                    | -             | -             | -             | 6      | 0      |
| 2006–07              | «Гренобль»           | Л2                   | 17        | 2         | КФ+КЛ              | 1+1                | 0                  | -                    | -                    | -                    | -             | -             | -             | 19     | 2      |
| Усього за «Гренобль» | Усього за «Гренобль» | Усього за «Гренобль» | 23        | 2         |                    | 2                  | 0                  |                      | -                    | -                    |               | -             | -             | 25     | 2      |
| 2007–08              | «Істр»               | АЧФ                  | 33        | 14        | КФ+КЛ              | 1+0                | 0                  | -                    | -                    | -                    | -             | -             | -             | 34     | 14     |
| 2008–09              | «Тур»                | Л2                   | 23        | 9         | КФ+КЛ              | 2+1                | 4+0                | -                    | -                    | -                    | -             | -             | -             | 26     | 13     |
| 2009–10              | «Тур»                | Л2                   | 38        | 21        | КФ+КЛ              | 1+2                | 0+2                | -                    | -                    | -                    | -             | -             | -             | 41     | 23     |
| Усього за «Тур»      | Усього за «Тур»      | Усього за «Тур»      | 61        | 30        |                    | 6                  | 6                  |                      | -                    | -                    |               | -             | -             | 67     | 36     |
| 2010–11              | «Монпельє»           | Л1                   | 37        | 12        | КФ+КЛ              | 1+3                | 0+1                | ЛЄ                   | 2                    | 1                    | -             | -             | -             | 43     | 14     |
| 2011–12              | «Монпельє»           | Л1                   | 36        | 21        | КФ+КЛ              | 4+2                | 2+2                | -                    | -                    | -                    | -             | -             | -             | 42     | 25     |
| Усього за «Монпельє» | Усього за «Монпельє» | Усього за «Монпельє» | 73        | 33        |                    | 10                 | 5                  |                      | 2                    | 1                    |               | -             | -             | 85     | 39     |
| 2012–13              | «Арсенал»            | ПЛ                   | 34        | 11        | КА+КЛ              | 4+2                | 2+2                | ЛЧ                   | 7                    | 2                    | -             | -             | -             | 47     | 17     |
| 2013–14              | «Арсенал»            | ПЛ                   | 36        | 16        | КА+КЛ              | 5+1                | 3+0                | ЛЧ                   | 9                    | 3                    | -             | -             | -             | 51     | 22     |
| 2014–15              | «Арсенал»            | ПЛ                   | 27        | 14        | КА+КЛ              | 5+0                | 3+0                | ЛЧ                   | 3                    | 1                    | CS            | 1             | 1             | 36     | 19     |
| 2015–16              | «Арсенал»            | ПЛ                   | 38        | 16        | КА+КЛ              | 5+2                | 3+0                | ЛЧ                   | 7                    | 5                    | CS            | 1             | 0             | 53     | 24     |
| 2016–17              | «Арсенал»            | ПЛ                   | 29        | 12        | КА+КЛ              | 4+1                | 2+0                | ЛЧ                   | 6                    | 2                    | -             | -             | -             | 40     | 16     |
| 2017- січ. 2018      | «Арсенал»            | ПЛ                   | 16        | 4         | КА+КЛ              | 0+3                | 0                  | ЛЄ                   | 6                    | 3                    | CS            | 1             | 0             | 26     | 7      |
| Усього за «Арсенал»  | Усього за «Арсенал»  | Усього за «Арсенал»  | 180       | 73        |                    | 31                 | 15                 |                      | 38                   | 16                   |               | 3             | 1             | 253    | 105    |
| січ.-лип. 2018       | «Челсі»              | ПЛ                   | 13        | 3         | КА+КЛ              | 4+0                | 2+0                | ЛЧ                   | 1                    | 0                    | СА            | —             | —             | 18     | 5      |
| 2018-19              | «Челсі»              | ПЛ                   | 27        | 2         | КА+КЛ              | 1+3                | 0+0                | ЛЄ                   | 14                   | 11                   | СА            | 0             | 0             | 45     | 13     |
| 2019-20              | «Челсі»              | ПЛ                   | 18        | 8         | КА+КЛ              | 3+0                | 1+0                | ЛЧ                   | 3                    | 0                    | СУ            | 1             | 1             | 25     | 10     |
| 2020-21              | «Челсі»              | ПЛ                   | 17        | 4         | КА+КЛ              | 4+2                | 0+1                | ЛЧ                   | 8                    | 6                    | -             | -             | -             | 31     | 11     |
| Усього за «Челсі»    | Усього за «Челсі»    | Усього за «Челсі»    | 75        | 17        |                    | 17                 | 4                  |                      | 26                   | 17                   |               | 1             | 1             | 119    | 39     |
| 2021–22              | «Мілан»              | A                    | 29        | 11        | КІ                 | 4                  | 3                  | ЛЧ                   | 5                    | 0                    | -             | -             | -             | 38     | 14     |
| 2022–23              | «Мілан»              | A                    | 33        | 13        | КІ                 | 1                  | 0                  | ЛЧ                   | 12                   | 5                    | СІ            | 1             | 0             | 47     | 18     |
| 2023–24              | «Мілан»              | A                    | 35        | 15        | КІ                 | 1                  | 0                  | ЛЧ+ЛЄ                | 6+5                  | 1+1                  | -             | -             | -             | 47     | 17     |
| Усього за «Мілан»    | Усього за «Мілан»    | Усього за «Мілан»    | 97        | 39        |                    | 6                  | 3                  |                      | 28                   | 7                    |               | 1             | 0             | 132    | 49     |
| Усього за кар'єру    | Усього за кар'єру    | Усього за кар'єру    | 542       | 208       |                    | 76                 | 33                 |                      | 94                   | 41                   |               | 5             | 2             | 715    | 284    |

### Статистика виступів за збірну
Станом на 10 грудня 2022 року
| Дата       | Місто            | Господарі            | Результат               | Гості       | Турнір                                    | Голи | Примітки |
| ---------- | ---------------- | -------------------- | ----------------------- | ----------- | ----------------------------------------- | ---- | -------- |
| 11-11-2011 | Монпельє         | Франція              | 1 – 0                   | США         | товариський матч                          | -    | 59'      |
| 15-11-2011 | Сен-Дені         | Франція              | 0 – 0                   | Бельгія     | товариський матч                          | -    | 72'      |
| 29-2-2012  | Бремен           | Німеччина            | 1 – 2                   | Франція     | товариський матч                          | 1    | 76'      |
| 27-5-2012  | Валансьєнн       | Франція              | 3 – 2                   | Ісландія    | товариський матч                          | -    | 59'      |
| 31-5-2012  | Реймс            | Франція              | 2 – 0                   | Сербія      | товариський матч                          | -    | 61'      |
| 5-6-2012   | Ле-Ман           | Франція              | 4 – 0                   | Естонія     | товариський матч                          | -    | 73'      |
| 15-6-2012  | Донецьк          | Україна              | 0 – 2                   | Франція     | ЧЄ 2012 - груповий етап                   | -    | 76'      |
| 19-6-2012  | Київ             | Швеція               | 2 – 0                   | Франція     | ЧЄ 2012 - груповий етап                   | -    | 83'      |
| 23-6-2012  | Донецьк          | Іспанія              | 2 – 0                   | Франція     | ЧЄ 2012 - чвертьфінал                     | -    | 79'      |
| 15-8-2012  | Гавр             | Франція              | 0 – 0                   | Уругвай     | товариський матч                          | -    | 75'      |
| 11-9-2012  | Сен-Дені         | Франція              | 3 – 1                   | Білорусь    | Відбір до ЧС 2014                         | -    | 61'      |
| 12-10-2012 | Сен-Дені         | Франція              | 0 – 1                   | Японія      | товариський матч                          | -    |          |
| 16-10-2012 | Мадрид           | Іспанія              | 1 – 1                   | Франція     | Відбір до ЧС 2014                         | 1    | 88'      |
| 14-11-2012 | Парма            | Італія               | 1 – 2                   | Франція     | товариський матч                          | -    | 64'      |
| 6-2-2013   | Сен-Дені         | Франція              | 1 – 2                   | Німеччина   | товариський матч                          | -    | 80'      |
| 22-3-2013  | Сен-Дені         | Франція              | 3 – 1                   | Грузія      | Відбір до ЧС 2014                         | 1    |          |
| 26-3-2013  | Сен-Дені         | Франція              | 0 – 1                   | Іспанія     | Відбір до ЧС 2014                         | -    | 90+2'    |
| 5-6-2013   | Монтевідео       | Уругвай              | 1 – 0                   | Франція     | товариський матч                          | -    | 59'      |
| 9-6-2013   | Порту-Алегрі     | Бразилія             | 3 – 0                   | Франція     | товариський матч                          | -    | 70'      |
| 14-8-2013  | Брюссель         | Бельгія              | 0 – 0                   | Франція     | товариський матч                          | -    | 74'      |
| 6-9-2013   | Тбілісі          | Грузія               | 0 – 0                   | Франція     | Відбір до ЧС 2014                         | -    |          |
| 10-9-2013  | Гомель           | Білорусь             | 2 – 4                   | Франція     | Відбір до ЧС 2014                         | -    |          |
| 11-10-2013 | Париж            | Франція              | 6 – 0                   | Австралія   | товариський матч                          | 2    | 46'      |
| 15-10-2013 | Сен-Дені         | Франція              | 3 – 0                   | Фінляндія   | Відбір до ЧС 2014                         | -    | 81'      |
| 15-11-2013 | Київ             | Україна              | 2 – 0                   | Франція     | Відбір до ЧС 2014                         | -    | 46' 70'  |
| 19-11-2013 | Сен-Дені         | Франція              | 3 – 0                   | Україна     | Відбір до ЧС 2014                         | -    | 82'      |
| 5-3-2014   | Сен-Дені         | Франція              | 2 – 0                   | Нідерланди  | товариський матч                          | -    | 81'      |
| 27-5-2014  | Сен-Дені         | Франція              | 4 – 0                   | Норвегія    | товариський матч                          | 2    |          |
| 1-6-2014   | Ніцца            | Франція              | 1 – 1                   | Парагвай    | товариський матч                          | -    | 17'      |
| 8-6-2014   | Лілль            | Франція              | 8 – 0                   | Ямайка      | товариський матч                          | 1    | 71'      |
| 15-6-2014  | Порту-Алегрі     | Франція              | 3 – 0                   | Гондурас    | ЧС 2014 - груповий етап                   | -    | 78'      |
| 20-6-2014  | Салвадор         | Швейцарія            | 2 – 5                   | Франція     | ЧС 2014 - груповий етап                   | 1    | 63'      |
| 25-6-2014  | Ріо-де-Жанейро   | Еквадор              | 0 – 0                   | Франція     | ЧС 2014 - груповий етап                   | -    | 67'      |
| 30-6-2014  | Бразиліа         | Франція              | 2 – 0                   | Нігерія     | ЧС 2014 - 1/8 фіналу                      | -    | 62'      |
| 4-7-2014   | Ріо-де-Жанейро   | Франція              | 0 – 1                   | Німеччина   | ЧС 2014 - чвертьфінал                     | -    | 85'      |
| 26-3-2015  | Сен-Дені         | Франція              | 1 – 3                   | Бразилія    | товариський матч                          | -    | 84'      |
| 29-3-2015  | Сент-Етьєн       | Франція              | 2 – 0                   | Данія       | товариський матч                          | 1    |          |
| 7-6-2015   | Сен-Дені         | Франція              | 3 – 4                   | Бельгія     | товариський матч                          | -    | 80'      |
| 13-6-2015  | Ельбасан         | Албанія              | 1 – 0                   | Франція     | товариський матч                          | -    | 46'      |
| 4-9-2015   | Лісабон          | Португалія           | 0 – 1                   | Франція     | товариський матч                          | -    | 88'      |
| 7-9-2015   | Бордо            | Франція              | 2 – 1                   | Сербія      | товариський матч                          | -    | 62'      |
| 8-10-2015  | Ніцца            | Франція              | 4 – 0                   | Вірменія    | товариський матч                          | -    | 81'      |
| 11-10-2015 | Копенгаген       | Данія                | 1 – 2                   | Франція     | товариський матч                          | 2    | 74'      |
| 13-11-2015 | Сен-Дені         | Франція              | 2 – 0                   | Німеччина   | товариський матч                          | 1    | 68'      |
| 17-11-2015 | Лондон           | Англія               | 2 – 0                   | Франція     | товариський матч                          | -    | 57'      |
| 25-3-2016  | Амстердам        | Нідерланди           | 2 – 3                   | Франція     | товариський матч                          | 1    | 73'      |
| 29-3-2016  | Сен-Дені         | Франція              | 4 – 2                   | Росія       | товариський матч                          | -    | 79'      |
| 30-5-2016  | Нант             | Франція              | 3 – 2                   | Камерун     | товариський матч                          | 1    | 65'      |
| 4-6-2016   | Лонжвіль-ле-Мец  | Франція              | 3 – 0                   | Шотландія   | товариський матч                          | 2    | 63'      |
| 10-6-2016  | Сен-Дені         | Франція              | 2 – 1                   | Румунія     | ЧЄ 2016 - груповий етап                   | 1    | 69'      |
| 15-6-2016  | Марсель          | Франція              | 2 – 0                   | Албанія     | ЧЄ 2016 - груповий етап                   | -    | 77'      |
| 26-6-2016  | Ліон             | Франція              | 2 – 1                   | Ірландія    | ЧЄ 2016 - 1/8 фіналу                      | -    | 73'      |
| 3-7-2016   | Сен-Дені         | Франція              | 5 – 2                   | Ісландія    | ЧЄ 2016 - чвертьфінал                     | 2    | 60'      |
| 7-7-2016   | Марсель          | Німеччина            | 0 – 2                   | Франція     | ЧЄ 2016 - півфінал                        | -    | 78'      |
| 10-7-2016  | Сен-Дені         | Португалія           | 1 – 0 д.ч.              | Франція     | ЧЄ 2016 - Фінал                           | -    | 78'      |
| 1-9-2016   | Барі             | Італія               | 1 – 3                   | Франція     | товариський матч                          | 1    | 46'      |
| 6-9-2016   | Борисов          | Білорусь             | 0 – 0                   | Франція     | Відбір до ЧС 2018                         | -    | 83'      |
| 11-11-2016 | Сен-Дені         | Франція              | 2 – 1                   | Швеція      | Відбір до ЧС 2018                         | -    |          |
| 15-11-2016 | Ленс             | Франція              | 0 – 0                   | Кот-д'Івуар | товариський матч                          | -    | 63'      |
| 25-3-2017  | Люксембург       | Люксембург           | 1 – 3                   | Франція     | Відбір до ЧС 2018                         | 2    |          |
| 28-3-2017  | Сен-Дені         | Франція              | 0 – 2                   | Іспанія     | товариський матч                          | -    | 65'      |
| 2-6-2017   | Ренн             | Франція              | 5 – 0                   | Парагвай    | товариський матч                          | 3    | 73'      |
| 9-6-2017   | Стокгольм        | Швеція               | 2 – 1                   | Франція     | Відбір до ЧС 2018                         | 1    |          |
| 13-6-2017  | Сен-Дені         | Франція              | 3 – 2                   | Англія      | товариський матч                          | -    | 52'      |
| 31-8-2017  | Сен-Дені         | Франція              | 4 – 0                   | Нідерланди  | Відбір до ЧС 2018                         | -    | 76'      |
| 3-9-2017   | Тулуза           | Франція              | 0 – 0                   | Люксембург  | Відбір до ЧС 2018                         | -    | 60'      |
| 7-10-2017  | Софія            | Болгарія             | 0 – 1                   | Франція     | Відбір до ЧС 2018                         | -    | 85'      |
| 10-10-2017 | Сен-Дені         | Франція              | 2 – 1                   | Білорусь    | Відбір до ЧС 2018                         | 1    |          |
| 10-11-2017 | Сен-Дені         | Франція              | 2 – 0                   | Уельс       | товариський матч                          | 1    | 73'      |
| 23-3-2018  | Сен-Дені         | Франція              | 2 – 3                   | Колумбія    | товариський матч                          | -    | 73'      |
| 27-3-2018  | Санкт-Петербург  | Росія                | 1 – 3                   | Франція     | товариський матч                          | -    | 72'      |
| 28-5-2018  | Сен-Дені         | Франція              | 2 – 0                   | Ірландія    | товариський матч                          | 1    |          |
| 1-6-2018   | Ніцца            | Франція              | 3 – 1                   | Італія      | товариський матч                          | -    | 77'      |
| 9-6-2018   | Десін-Шарп'є     | Франція              | 1 – 1                   | США         | товариський матч                          | -    | 58'      |
| 16-6-2018  | Казань           | Франція              | 2 – 1                   | Австралія   | ЧС 2018 - груповий етап                   | -    | 70'      |
| 21-6-2018  | Єкатеринбург     | Франція              | 1 – 0                   | Перу        | ЧС 2018 - груповий етап                   | -    |          |
| 26-6-2018  | Москва           | Данія                | 0 – 0                   | Франція     | ЧС 2018 - груповий етап                   | -    |          |
| 30-6-2018  | Казань           | Франція              | 4 – 3                   | Аргентина   | ЧС 2018 - 1/8 фіналу                      | -    | 90+3'    |
| 6-7-2018   | Нижній Новгород  | Уругвай              | 0 – 2                   | Франція     | ЧС 2018 - чвертьфінал                     | -    |          |
| 10-7-2018  | Санкт-Петербург  | Франція              | 1 – 0                   | Бельгія     | ЧС 2018 - півфінал                        | -    | 85'      |
| 15-7-2018  | Москва           | Франція              | 4 – 2                   | Хорватія    | ЧС 2018 - Фінал                           | -    | 81'      |
| 6-9-2018   | Мюнхен           | Німеччина            | 0 – 0                   | Франція     | Ліга націй УЄФА 2018—2019 - груповий етап | -    | 66'      |
| 9-9-2018   | Сен-Дені         | Франція              | 2 – 1                   | Нідерланди  | Ліга націй УЄФА 2018—2019 - груповий етап | 1    | 89'      |
| 11-10-2018 | Генгам           | Франція              | 2 – 2                   | Ісландія    | товариський матч                          | -    | 89'      |
| 16-10-2018 | Сен-Дені         | Франція              | 2 – 1                   | Німеччина   | Ліга націй УЄФА 2018—2019 - груповий етап | -    |          |
| 16-11-2018 | Роттердам        | Нідерланди           | 2 – 0                   | Франція     | Ліга націй УЄФА 2018—2019 - груповий етап | -    | 65'      |
| 20-11-2018 | Сен-Дені         | Франція              | 1 – 0                   | Уругвай     | товариський матч                          | 1    | 80'      |
| 22-3-2019  | Кишинів          | Молдова              | 1 – 4                   | Франція     | Відбір до ЧЄ 2020                         | 1    | 81'      |
| 25-3-2019  | Сен-Дені         | Франція              | 4 – 0                   | Ісландія    | Відбір до ЧЄ 2020                         | 1    | 90'      |
| 8-6-2019   | Конья            | Туреччина            | 2 – 0                   | Франція     | Відбір до ЧЄ 2020                         | -    | 72'      |
| 11-6-2019  | Андорра-ла-Велья | Андорра              | 0 – 4                   | Франція     | Відбір до ЧЄ 2020                         | -    | 73'      |
| 7-9-2019   | Сен-Дені         | Франція              | 4 – 1                   | Албанія     | Відбір до ЧЄ 2020                         | 1    |          |
| 10-9-2019  | Сен-Дені         | Франція              | 3 – 0                   | Андорра     | Відбір до ЧЄ 2020                         | -    | 72'      |
| 11-10-2019 | Рейк'явік        | Ісландія             | 0 – 1                   | Франція     | Відбір до ЧЄ 2020                         | 1    | 29' 78'  |
| 14-10-2019 | Сен-Дені         | Франція              | 1 – 1                   | Туреччина   | Відбір до ЧЄ 2020                         | 1    | 72'      |
| 14-11-2019 | Сен-Дені         | Франція              | 2 – 1                   | Молдова     | Відбір до ЧЄ 2020                         | 1    |          |
| 17-11-2019 | Тирана           | Албанія              | 0 – 2                   | Франція     | Відбір до ЧЄ 2020                         | -    |          |
| 5-9-2020   | Сульна           | Швеція               | 0 – 1                   | Франція     | Ліга націй УЄФА 2020—2021 - груповий етап | -    | 90+2'    |
| 8-9-2020   | Сен-Дені         | Франція              | 4 – 2                   | Хорватія    | Ліга націй УЄФА 2020—2021 - груповий етап | 1    | 63'      |
| 7-10-2020  | Сен-Дені         | Франція              | 7 – 1                   | Україна     | товариський матч                          | 2    | 73'      |
| 11-10-2020 | Сен-Дені         | Франція              | 0 – 0                   | Португалія  | Ліга націй УЄФА 2020—2021 - груповий етап | -    | 74'      |
| 14-10-2020 | Загреб           | Хорватія             | 1 – 2                   | Франція     | Ліга націй УЄФА 2020—2021 - груповий етап | -    | 83'      |
| 11-11-2020 | Сен-Дені         | Франція              | 0 – 2                   | Фінляндія   | товариський матч                          | -    | 57'      |
| 14-11-2020 | Лісабон          | Португалія           | 0 – 1                   | Франція     | Ліга націй УЄФА 2020—2021 - груповий етап | -    | 78'      |
| 17-11-2020 | Сен-Дені         | Франція              | 4 – 2                   | Швеція      | Ліга націй УЄФА 2020—2021 - груповий етап | 2    | 84'      |
| 24-3-2021  | Сен-Дені         | Франція              | 1 – 1                   | Україна     | Відбір до ЧС 2022                         | -    | 63'      |
| 31-3-2021  | Сараєво          | Боснія і Герцеговина | 0 – 1                   | Франція     | Відбір до ЧС 2022                         | -    | 59'      |
| 8-6-2021   | Сен-Дені         | Франція              | 3 – 0                   | Болгарія    | товариський матч                          | 2    | 41'      |
| 19-6-2021  | Будапешт         | Угорщина             | 1 – 1                   | Франція     | ЧЄ 2020 - груповий етап                   | -    | 76'      |
| 28-6-2021  | Бухарест         | Франція              | 3 – 3 д.ч. (4 – 5 п.п.) | Швейцарія   | ЧЄ 2020 - 1/8 фіналу                      | -    | 94'      |
| 25-3-2022  | Марсель          | Франція              | 2 – 1                   | Кот-д'Івуар | товариський матч                          | 1    |          |
| 29-3-2022  | Вільнев-д'Аск    | Франція              | 5 – 0                   | ПАР         | товариський матч                          | 1    | 65'      |
| 22-9-2022  | Сен-Дені         | Франція              | 2 – 0                   | Австрія     | Ліга націй УЄФА 2022—2023 - груповий етап | 1    | 79'      |
| 25-9-2022  | Копенгаген       | Данія                | 2 – 0                   | Франція     | Ліга націй УЄФА 2022—2023 - груповий етап | -    | 65'      |
| 22-11-2022 | Ель-Вакра        | Франція              | 4 – 1                   | Австралія   | ЧС 2022 - груповий етап                   | 2    | 89'      |
| 26-11-2022 | Доха             | Франція              | 2 – 1                   | Данія       | ЧС 2022 - груповий етап                   | -    | 63'      |
| 4-12-2022  | Доха             | Франція              | 3 – 1                   | Польща      | ЧС 2022 - 1/8 фіналу                      | 1    | 76'      |
| 10-12-2022 | Ель-Хаур         | Англія               | 1 – 2                   | Франція     | ЧС 2022 - чвертьфінал                     | 1    |          |
| Усього     |                  | Матчів (4 місце)     | 118                     |             | Голів (1 місце)                           | 53   |          |

## Досягнення
Збірна Франції
- Віцечемпіон Європи: 2016
- Чемпіон світу: 2018
- Віцечемпіон світу: 2022

«Монпельє»
- Чемпіон Франції: 2011–12

«Арсенал»
- Володар Кубка Англії: 2013–14, 2014–15, 2016–17
- Володар Суперкубка Англії: 2014, 2015, 2017

«Челсі»
- Володар кубка Англії: 2017–18
- Переможець Ліги Європи УЄФА: 2018–19
- Переможець Ліги чемпіонів УЄФА: 2020–21

«Мілан»
- Чемпіон Італії: 2021–22